# Абалкин, Николай Александрович
Никола́й Алекса́ндрович Аба́лкин (4 [17] октября 1906, Самара, Самарская губерния, Российская империя — 4 августа 1986) — советский театральный критик, литературовед и журналист.

## Биография
В 1940 году окончил режиссёрский факультет ГИТИС, затем работал режиссёром в Куйбышевском краевом драматическом театре им. М. Горького. В 1942 году вступил в ВКП(б).
В 1946 году поступил в только что учреждённую Академию общественных наук при ЦК ВКП(б) и был среди первых её выпускников (1949). Затем стал работать в редакции газеты «Правда», был многолетним заместителем главного редактора, возглавляя отдел литературы и искусства.

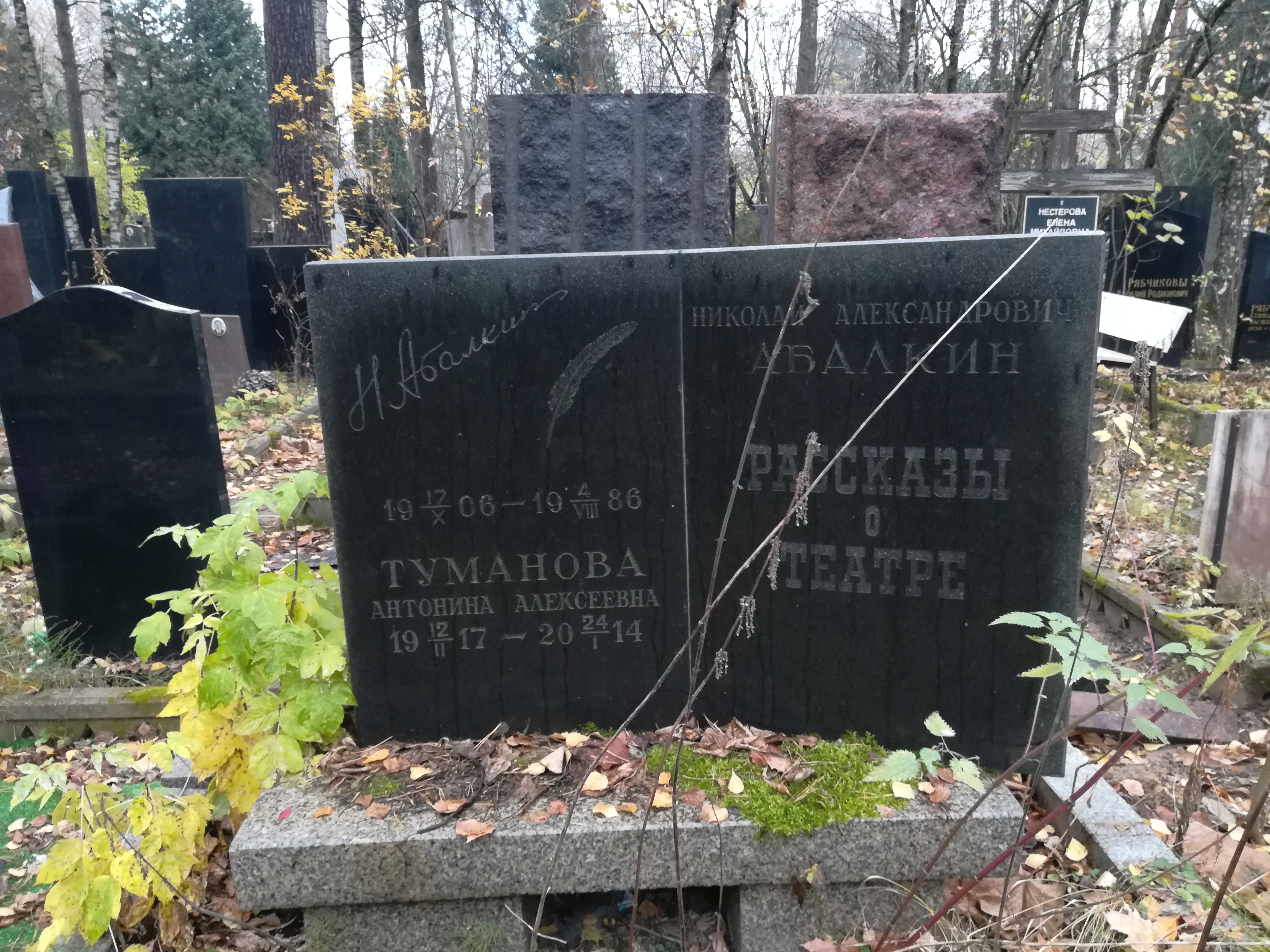
Могила на Кунцевском кладбище

Умер в 1986 году. Похоронен на Кунцевском кладбище.

## Творчество
Литературную деятельность Николай Абалкин начал в 1930 году. Его работы, статьи и рецензии в журналах и газетах были посвящены вопросам развития советского театра, новым спектаклям, а также впечатлениям от многочисленных поездок и встреч по стране и за рубежом. Он был знаком и дружен со многими деятелями культуры, что послужило материалом для его воспоминаний («На добрую память», 1-е изд., 1971).
Первая книга Абалкина «Система Станиславского и советский театр» (1950) была переведена на чешский и болгарский языки.
Главный редактор книги «Малый театр 1824—1974» (1978—1983).
Последним трудом автора стала монография о грузинской литературе «Мир Грузии», вышедшая в Тбилиси в 1985 году.

## Награды
- 3 ордена Трудового Красного Знамени (04.05.1962; 11.11.1966; 18.10.1976)
- медали